# Metacharis regalis
Metacharis regalis är en fjärilsart som beskrevs av Butler 1867. Metacharis regalis ingår i släktet Metacharis och familjen Riodinidae. Inga underarter finns listade i Catalogue of Life.